# Árokfő

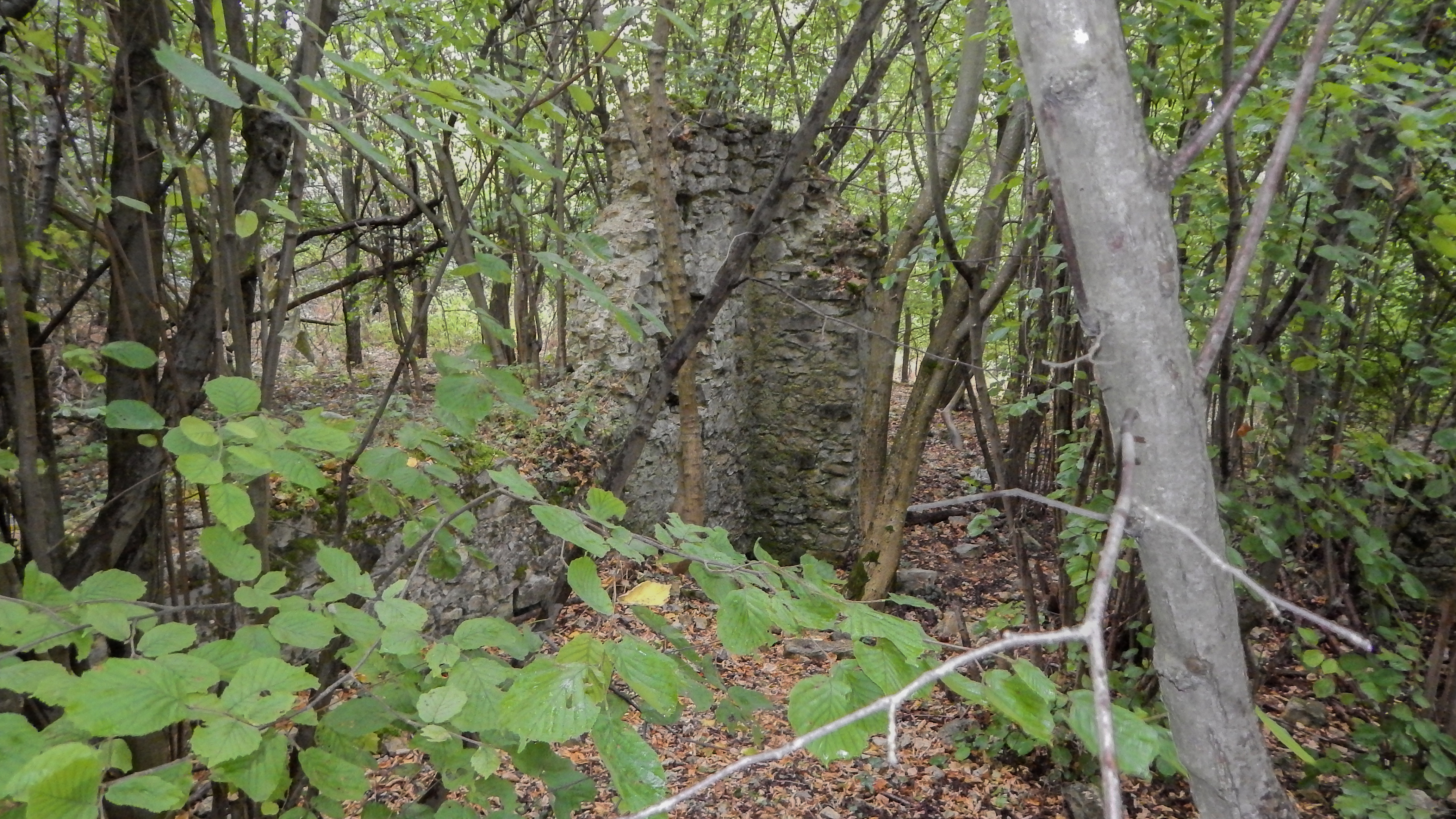
Árokfői falu templomának romja

Árokfő falu a jelenlegi Nivegy-völgyben, Balatoncsicsó mellett, a faluból egy kis aszfaltúton kihajtva, egy kanyarnál, balra az erdőben, kb. 200 méterre, ma vadregényes erdő területén feküdt. Megszentelt templomának romja ma is megtalálható. Templomáról írásos említés nem ismert. 
Árokfő falut 1353-ban említi először oklevél. A falu a veszprémi káptalan birtokához tartozott. Lakói örökös jobbágyok és egyházi nemesek voltak. 1588-ban malma is volt. Lakott helyként utoljára az 1604-es urbániumban szerepelt. A török korban végleg elpusztult. A közvetlen környéken Árokfőn kívül még három Árpád-kori település volt: Szentbereckfa, Szent Balázs falva és Herend.

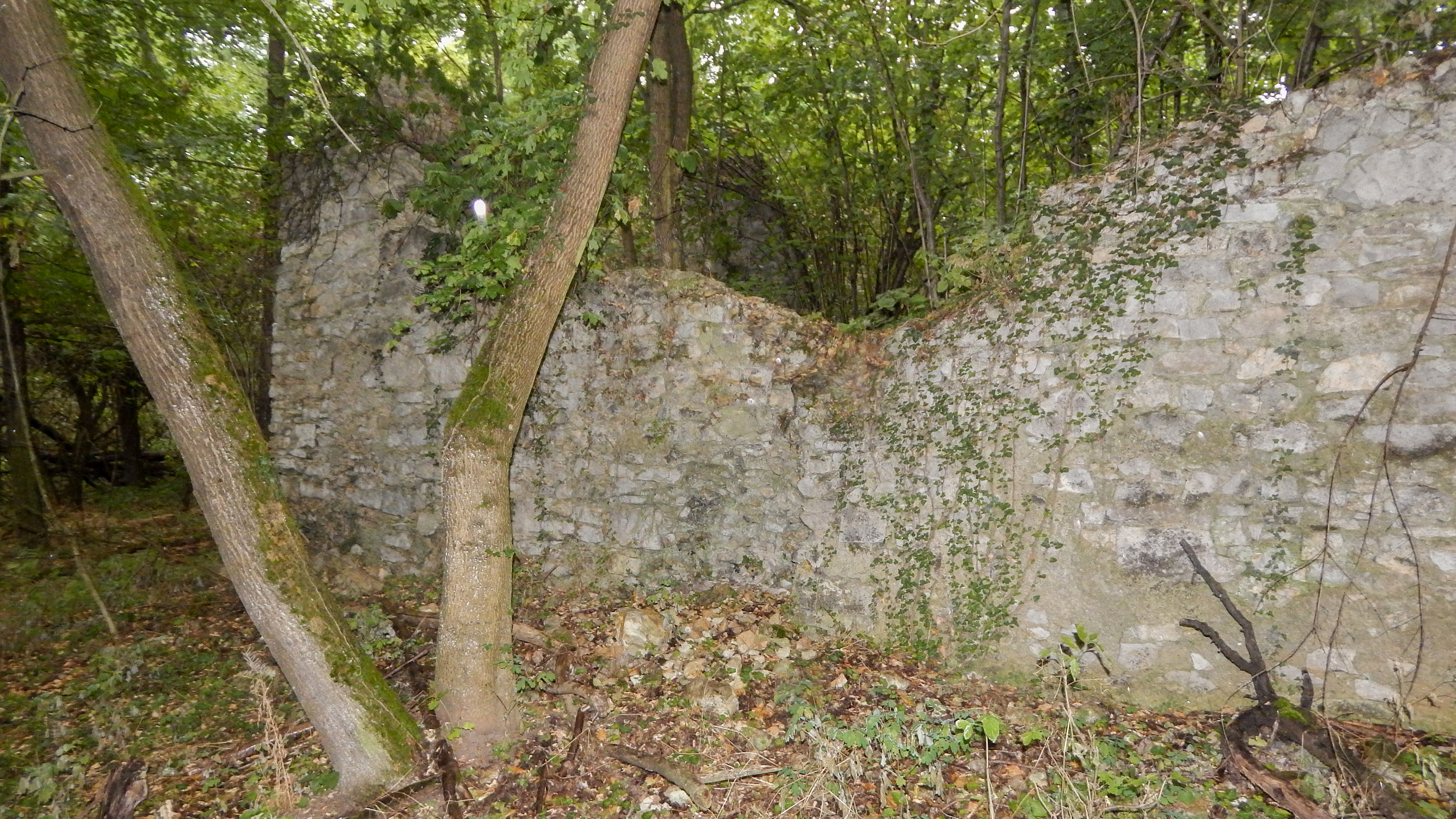
Árokfői falu templomának romja

A balatoncsicsóiak egy régi legendával riogatták a gyerekeket, miszerint aki éjfélkor még nem alszik, azt elviszi a templomból kilovagló lovas.
Környezete elhanyagolt, a falakat benőtte a növényzet. Talaján omladék van.

## Kapcsolódó lapok
1. Csepely falu